# Jake Gyllenhaal
Jake Gyllenhaal (n. 19 decembrie 1980, Los Angeles, California, SUA n. 19 decembrie 1980, Los Angeles, California), este un actor american. 

## Biografie
Are origini suedeze și evreiești. Este fiul regizorului Stephen Gyllenhaal și al scenaristei Naomi Foner,născută Achs. Și-a început cariera la vârsta de zece ani. Debutul și l-a făcut în 1999, după care a urmat filmul Donnie Darko în care a jucat rolul unui adolescent cu probleme, jucând alături de sora sa, actrița Maggie Gyllenhaal. A jucat în SF-ul The Day After Tomorrow, interpretând rolul unui student, în mijlocul unui proces de răcire globală, împreună cu Dennis Quaid, care a fost tatăl lui în film. A urmat rolul din Jarhead (2005). În același an a câștigat faima, atenția publicului, a criticii de specialitate și o nominalizare la Premiile Oscar pentru cel mai bun actor în rol secundar pentru interpretarea lui Jack Twist din Brokeback Mountain. Este susținătorul mai multor cauze sociale și politice. A sprijinit campania democraților pentru alegerile din 2004, dar și o campanie pentru promovarea libertăților civile ale americanilor.

## Filmografie
| An   | Titlu                                | Rol                      | Note                |
| ---- | ------------------------------------ | ------------------------ | ------------------- |
| 1991 | City Slickers                        | Danny Robbins            |                     |
| 1993 | Josh and S.A.M.                      | Leon                     |                     |
| 1993 | O femeie periculoasă                 | Edward                   | ca Jacob Gyllenhaal |
| 1998 | Homegrown                            | Jake/Blue Kahan          |                     |
| 1999 | October Sky                          | Homer Hickam Jr.         |                     |
| 2001 | Donnie Darko                         | Donald J. "Donnie" Darko |                     |
| 2001 | Bubble Boy                           | Jimmy Livingston         |                     |
| 2001 | Lovely & Amazing                     | Jordan                   |                     |
| 2002 | Highway                              | Pilot Kelson             |                     |
| 2002 | Moonlight Mile                       | Joe Nast                 |                     |
| 2002 | The Good Girl                        | Thomas 'Holden' Worther  |                     |
| 2003 | Abby Singer                          | Rolul său                | Apariție            |
| 2004 | The Day After Tomorrow               | Sam Hall                 |                     |
| 2005 | Brokeback Mountain                   | Jack Twist               |                     |
| 2005 | Jarhead                              | Anthony "Swoff" Swofford |                     |
| 2005 | Proof                                | Harold 'Hal' Dobbs       |                     |
| 2007 | Zodiac                               | Robert Graysmith         |                     |
| 2007 | Rendition                            | Douglas Freeman          |                     |
| 2009 | Brothers                             | Tommy Cahill             |                     |
| 2010 | Prințul Persiei: Nisipurile timpului | Prințul Dastan           |                     |
| 2010 | Love and Other Drugs                 | Jamie Randall            |                     |
| 2011 | Source Code                          | Colter Stevens           |                     |
| 2018 | The Sisters Brothers                 | John Morris              |                     |
| 2019 | Spider-man Far from home             | Quentin Beck (Mysterio)  |                     |